# 第一次贝尔兰会战
在托爾金（J. R. R. Tolkien）小說的中土大陸裡，第一次會戰（First Battle of Beleriand）是在貝爾蘭（Beleriand）爆發的首次戰役。由多瑞亞斯（Doriath）國王埃盧·庭葛（Elu Thingol）率領的辛達族（Sindar）精靈對抗魔苟斯（Morgoth）的軍隊。

## 歷史經過
魔苟斯逃離維林諾（Valinor），來到中土大陸，佔領安戈洛墜姆（Thangorodrim）的安格班（Angband）。魔苟斯的部下索倫（Sauron）及勾斯魔格（Gothmog）繁殖半獸人戰士作為戰力。
魔苟斯決定加快征服貝爾蘭，他派出軍隊，兩支半獸人大軍向南開進，一支轉西經過西瑞安河（Sirion）河谷，另一支則東進至凱龍河（Celon）及蓋林河（Gelion）之間。向東的一支於伊斯托拉德（Estolad）平原駐紮，而向西的一支則在塔拉斯平原駐紮，他們掠奪附近的地區。在這時，幾乎所有精靈都參與戰爭，辛達族精靈、綠精靈、法拉斯瑞姆及矮人與魔苟斯大軍在遼闊的平原上點燃戰火。
在貝爾蘭東部，綠精靈（Laiquendi）君王迪耐瑟（Denethor）在多瑞亞斯東面及南面的伊瑞伯山（Amon Ereb）迎戰魔苟斯的東方部隊，綠精靈輕裝上陣，造成嚴重傷亡。埃盧·庭葛的多瑞亞斯軍隊來援，使綠精靈部隊避免全軍覆沒，但迪耐瑟卻不能倖免。多瑞亞斯軍隊擊敗東方部隊，潰軍都被多爾梅德山（Mount Dolmed）的矮人殲滅。
而在西方，以瑟丹（Círdan）為首的法拉斯精靈得不到埃盧·庭葛的支援，他們被魔苟斯的西方部隊擊敗，撤退至貝松巴（Brithombar）及伊葛拉瑞斯特（Eglarest）。西方部隊圍攻這兩座城市，多瑞亞斯不能提供協助，但西方部隊為了加強對費諾（Fëanor）諾多精靈的攻勢，調遣三分一的軍隊進軍米斯林（Mithrim），綠精靈才得以解圍。
第一次會戰僅是貝爾蘭五大戰役的首次會戰。第一次會戰結束後，多瑞亞斯受到美麗安（Melian）魔法環帶的保護，這個朦朧的迷陣隱藏了多瑞亞斯的入口，在魔法環帶後，埃盧·庭葛還設置防禦工事。在第一次會戰陣亡的迪耐瑟及歐西瑞安精靈，無力再參與其後精靈和魔苟斯之間的戰爭。

## 語源
辛達林語的List Melian解作「美麗安魔法環帶」（Girdle of Melian）
昆雅語的Laiquendi解作「綠精靈」（Green Elves）
辛達林語的Amon Ereb解作「孤獨的山丘」（Lonely Hill）